# Зейтлёнок, Григорий Абрамович
Григорий Абрамович Зейтлёнок (1902—1995) — советский учёный.

## Биография
Родился в 1902 году в Курске в еврейской семье.
Окончил МВТУ имени Н. Э. Баумана (1925). Работа:
- инженер, начальник лаборатории, заместитель директора по научной части, начальник отдела радиопередающих устройств, начальник отдела коротких волн, заместитель главного инженера ленинградского завода № 208
- научно-технический руководитель, главный инженер Главрадиопрома Наркомата электропромышленности СССР,
- 1941—1947 — главный инженер Новосибирского завода № 208 имени Коминтерна.
- 1947—1956 — начальник отдела ленинградского завода «Электросила».

С 1932 года вёл научно-педагогическую работу в вузах Ленинграда. С 1936 года профессор ЛЭИС, в 1956 году перешёл туда на постоянную работу, с 1962 года зав. кафедрой передающих устройств. Доктор технических наук, профессор.

## Награды и премии
- Сталинская премия (1953) — за участие в ядерной программе (мощные высокочастотные генераторы для синхрофазотрона ОИЯИ на 10 ГэВ, Дубна).
- орден Трудового Красного Знамени (1934) — за работу по обеспечению исключительной устойчивости и качества работы радиостанции мощностью 500 кВт
- медаль «За трудовое отличие» (17.04.1940) — «за успешную работу и проявленную инициативу по укреплений обороноспособности нашей страны»
- заслуженный деятель науки и техники РСФСР.

## Семья
- брат — советский эпидемиолог и инфекционист, доктор медицинских наук, профессор Зейтлёнок, Михаил Абрамович (1904—1991)
- племянник — учёный-невролог Юрий Михайлович Зейтлёнок.
- жена — Евгения Николаевна Будде.
- дочь — Галина Григорьевна Зейтленок (в замужестве Векслер).